# Horní Albeřice
Horní Albeřice (německy Ober Albendorf) je vesnice, část obce Horní Maršov v okrese Trutnov. Nachází se cca 4 km na severovýchod od Horního Maršova. V roce 2020 zde bylo evidováno 59 adres. Žijí zde 4 obyvatelé. Poblíž obce se nachází nejrozsáhlejší krasové území v Krkonoších.
Horní Albeřice je také název katastrálního území o rozloze 3,78 km².

## Historie
První písemná zmínka o obci pochází z roku 1297.
V roce 1779 putoval císař Josef II. v doprovodu generálů Laudona a Wurmsera z Maršova přes Albeřice na Malou Úpu a dál do Velké Úpy a mapoval vojenský terén. Od místních obyvatel se dozvěděl, že se tady ve velké míře pašovalo, proto zde nechal zřídit stanici finanční stráže, jež zde fungovala do roku 1949 a připomíná ji historická budova Staré celnice z roku 1844.
V Albeřicích se těžil vápenec a díky vzniklým lomům a jejich podmínkám se zde vyskytují vzácné druhy rostlin a živočichů. Lomy jsou vyhlášeny chráněnou přírodní památkou pod názvem Albeřické lomy.

## Pamětihodnosti
- Vápenka – osmiboká kamenná věž bývalé vápenky, na niž byla přistavěna taktéž osmiboká dřevěná nástavba, v níž je instalována malá expozice, zaměřená na život v albeřickém údolí.
- Bischofův lom s Albeřickou jeskyní
- Celní lom s Celní jeskyní a Krakonošovou jeskyní
- Stará celní cesta – jediná historická průjezdná cesta z Českého království do Slezska vedená přes Krkonoše.

## Galerie

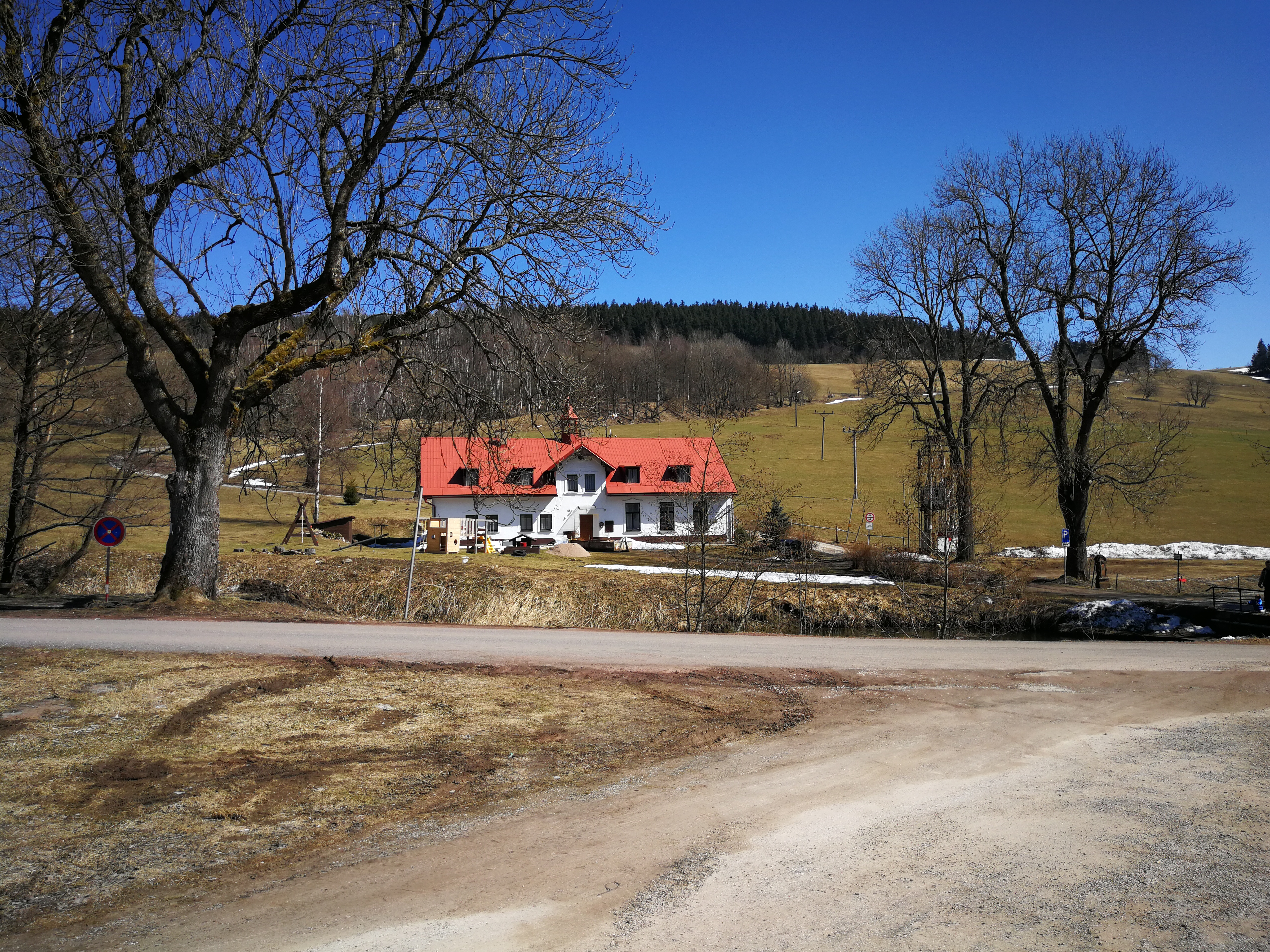
Dům
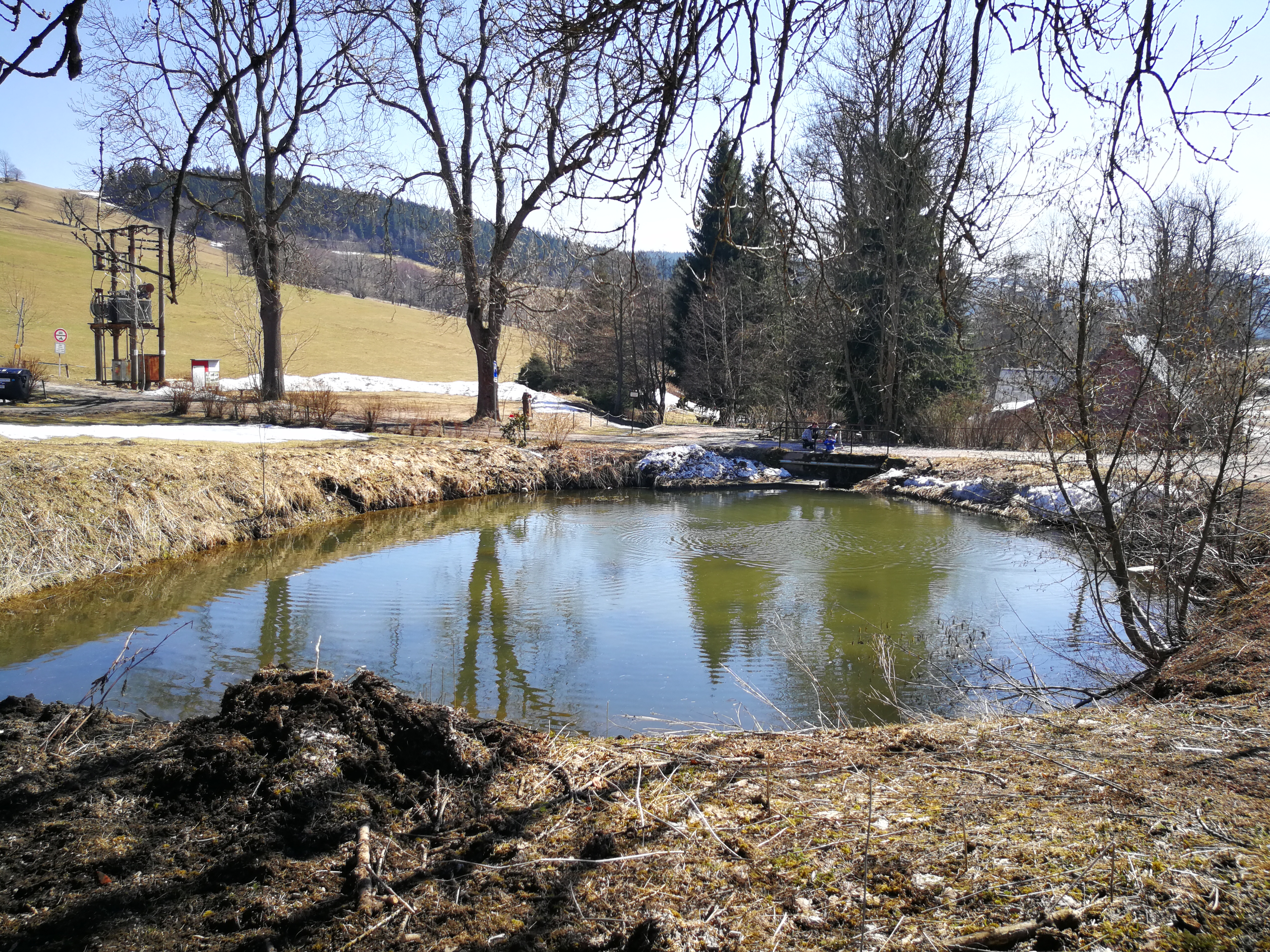
Rybník
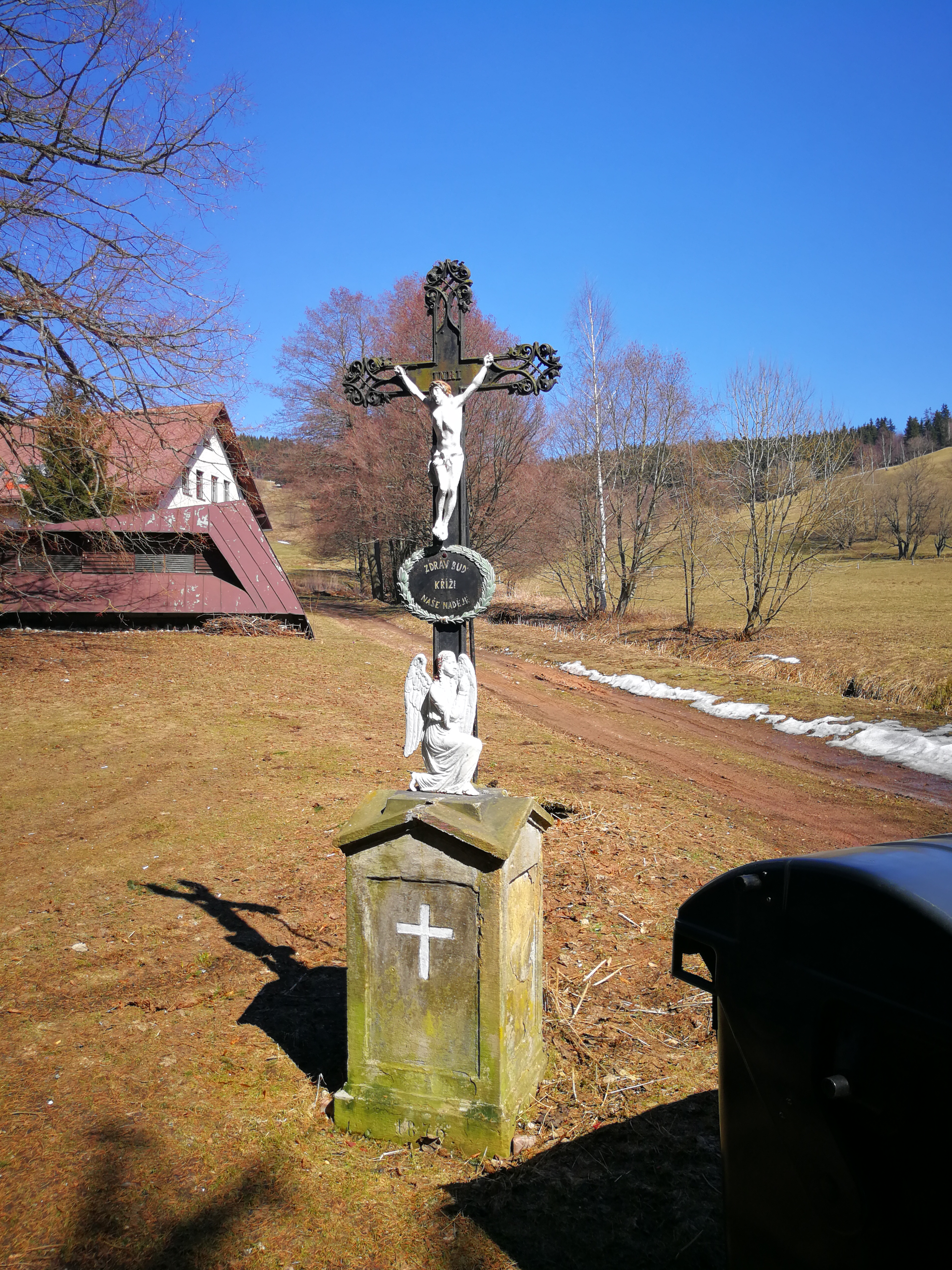
Ukřižovaný